# Plaine de Lucques

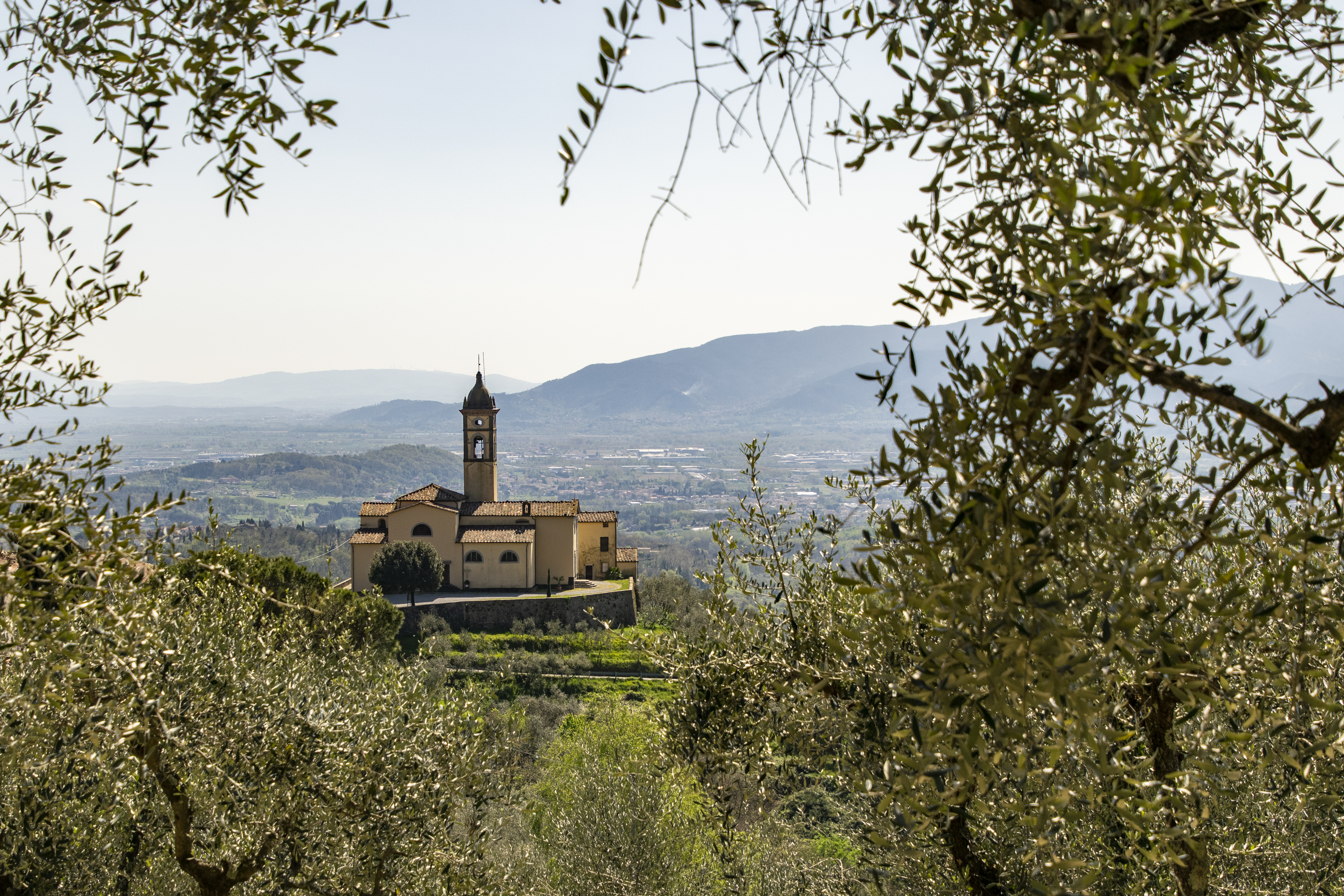
L'église Sainte-Marie de Tofori, frazione de Capannori, dans la plaine de Lucques.

la Plaine de Lucques (Lucchesìa) est une plaine qui s'étend autour de la ville de Lucques en Toscane.
Elle est délimitée à l'ouest et au sud-ouest par le Monte Pisano, au nord jusqu'au sud-est par les  Alpes Apuanes et le massif des Apennins toscano-émiliens nommé Le Pizzorne, à l'est par l'ensemble collinaire du Montalbano, et au  sud-est par l'altitude modeste de Cerbaie séparant la plaine de Lucques du Valdarno inférieur, son prolongement occidental.
Ce territoire italien comprend la partie orientale de la province de Lucques et les territoires communaux de  Capannori, Porcari, Altopascio et Montecarlo, et aux confins avec la province de Pistoia, dans la zone de la  Valdinievole, qui inclut, entre autres, les communes de Chiesina Uzzanese, Ponte Buggianese, Pescia, Montecatini Terme, Monsummano Terme, Larciano et Lamporecchio. En font partie également les communes de  Bientina et Castelfranco di Sotto à l'extrémité nord-est de la  province de Pise, une partie de la  commune de Fucecchio à l'extrême ouest de la province de Florence où s'étend la zone des  marais de Fucecchio qui représente la vraie zone de transition avec  le Valdarno inférieur.

## Sources
- (it) Cet article est partiellement ou en totalité issu de l’article de Wikipédia en italien intitulé « Piana di Lucca » (voir la liste des auteurs).